# 트레이시 스피리다코스
트레이시 스피리다코스(Tracy Spiridakos, 1988년 2월 20일 ~ )는 캐나다의 배우이다.